# Chủ tịch Hạ viện (Ai Cập)
Chủ tịch Quốc hội Ai Cập (tiếng Ả Rập: رئيس مجلس النواب) chủ trì các phiên họp của Quốc hội Ai Cập với các chức năng tương tự như của một phát ngôn viên ở các nước khác. Theo thứ tự ưu tiên của Ai Cập, văn phòng của Chủ tịch Quốc hội được xếp thứ hai sau Tổng thống và trong trường hợp vắng mặt tổng thống, Chủ tịch Quốc hội trở thành Quyền Tổng thống trong 60 ngày. Sau cuộc cách mạng Ai Cập năm 2011 và sự khởi đầu của cựu tổng thống Hosni Mubarak và bắt giữ cựu Chủ tịch Quốc hội Ahmad Fathi Sorour, một trong những người lãnh đạo của NDP, Quốc hội đã tạm thời bị giải tán. Sau cuộc bầu cử quốc hội Ai Cập 2011-2012, Tiến sĩ Mohamed Saad El-Katatny đã được 399 trong số 503 nghị sĩ Quốc hội bầu vào phiên khai mạc của quốc hội mới vào ngày 23 tháng 1 năm 2012, gần một năm sau khi cuộc cách mạng bùng nổ. Tuy nhiên, Tòa án Hiến pháp Tối cao đã vô hiệu hóa cuộc bầu cử Quốc hội, cho rằng các thành viên của Brotherhood hoạt động với tư cách độc lập và cuộc bầu cử của họ không hợp lệ, do đó ra lệnh giải tán Quốc hội.

## Quyền hạn
Chủ tịch Quốc hội đưa ra kế hoạch hoạt động của Quốc hội và các ủy ban của nó với hai đại biểu của mình, và ông đại diện cho hội nghị trong các hội nghị quốc tế.

## Phó chủ tịch
Chủ tịch Quốc hội có một số đại biểu, Phó Chủ tịch Quốc hội được cung cấp bởi các nhóm nghị viện khác. Số lượng Phó Chủ tịch Quốc hội là hai.